# Heroldsberg
Heroldsberg er en købstad (markt) i Landkreis Erlangen-Höchstadt i Regierungsbezirk Mittelfranken i den tyske delstat Bayern. Den ligger ca. otte kilometer nordøst for Nürnberg og omkring 17 kilometer øst for Erlangen ved Bundesstraße 2 og Gräfenbergbahn.

## Geografi
Nabokommuner er (med uret fra nord):

Eckental, Lauf an der Pegnitz, Nürnberg, Kalchreuth
Det er en kommune med store højdeforskelle, og den ligger i Sebalder Reichswald. Gründlach, der er en biflod til Regnitz, løber gennem byen, og får i dens sydende tilløb fra Simmelberger Gründlach.
Til kommunen hører Großgeschaidt og Kleingeschaidt, som ligger nær Kalchreuth på højderyggen (400 m) nordøst for hovedbyen.

## Forskelligt
- I 1837 fandt palæontologen Hermann von Meyer en Dinosaurus i Heroldsberg .

- Wikimedia Commons har flere filer relateret til Heroldsberg